# Wisława Szymborska
Wisława Szymborska, teljes nevén Maria Wisława Anna Szymborska (Prowent, 1923. július 2. – Krakkó, 2012. február 1.) Nobel-díjas lengyel költőnő, esszéíró, irodalomkritikus, műfordító.
Négyévesen kezdett verset írni, a Nobel-laudáció „a költészet Mozartjának” nevezte. Lengyelországban népszerűsége a kiemelkedő prózaírókéval vetekedett, noha, mint egyik versében megjegyezte: ezerből mindössze két embert érdekel a költészet.
1996-ban a Nobel-bizottság így indokolta a neki ítélt díjat: „költészetében az emberi valóság töredékei közül ironikus pontossággal sejlik át a történelmi és biológiai kontextus”. Műveit számos európai nyelvre, így magyarra is lefordították, de olvasható héberül, arabul, japánul és kínaiul is.

## Élete
Wisława Szymborska 1923. július 2-án született Prowentben, a mai Kórnikban, Wincenty és Anna Szymborska gyermekeként. Apja Władysław Zamoyski gróf intézője volt. A gróf halála után, 1924-ben a család Toruńba, majd 1929-ben Krakkóba költözött, itt élt azután Szymborska egészen haláláig. A második világháború kitörése után a „földalatti iskolarendszerben” tanult tovább. 1943-ban vasúti alkalmazottként sikerült elkerülnie, hogy kényszermunkára vigyék Németországba. Ekkoriban kezdődött művészi pályája: egy angol nyelvkönyvet illusztrált, novellákat, alkalmi verseket írt.
1945-ben lengyel nyelvet és irodalmat, majd szociológiát tanult a krakkói Jagelló Egyetemen. Itt ismerkedett meg Czesław Miłosz-sal, aki nagy hatással volt rá. 1945 márciusában jelentette meg első versét Szukam słowa (Egy szót keresek) címmel a Dziennik Polski című napilapban. 1948-ban anyagi körülményei miatt kénytelen volt abbahagyni egyetemi tanulmányait. Ugyanebben az évben feleségül ment Adam Włodek költőhöz, akitől 1954-ben elvált. Gyermekük nem született. Szymborska házasságkötése idején egy közoktatási szaklap szerkesztőségi titkárnőjeként, valamint illusztrátorként kereste kenyerét.
Első kötetének megjelenését 1949-ben megakadályozta a cenzúra, mivel „nem felelt meg a szocialista normáknak”. Ennek ellenére Szymborska, akárcsak a legtöbb lengyel értelmiségi a háború után, támogatta a lengyel népköztársaság ideológiáját, sőt 1953. február 8-án egy politikai petíciót is aláírt, amely „hazaáruló” lengyel papok megbüntetését követelte. Korai művei szocialista témákat dolgoztak fel, első kötetében (Dlatego żyjemy, Ezért élünk) szerepel például egy Lenin című vers, egy másik pedig a Nowa Hutát építő ifjúmunkásokat dicsőíti.
Noha a Lengyel Egyesült Munkáspártba is belépett, sok, kezdetben kommunista értelmiségihez hasonlóan fokozatosan kiábrándult a szocializmus ideológiájából, és megtagadta addigi, politikai jellegű műveit. A pártból csak 1966-ban lépett ki, de már előtte kapcsolatot teremtett a disszidensekkel. 1957-ben összebarátkozott Jerzy Giedroyc szerkesztővel, a Kultura című párizsi emigránsújság kiadójával, amelyben verseket is közölt. 1964-ben nyíltan elítélte a független értelmiségiek elleni (kommunista indíttatású) támadást a The Timesban, s ehelyett szólásszabadságot követelt.
1953-tól 1981-ig a Życie Literackie (Irodalmi Élet) nevű kritikai folyóiratnál dolgozott, amelyben 1968-tól önálló rovata volt Lektury Nadobowiązkowe (A kötelező olvasmányokon felül) címmel. Itt közölt esszéit később könyv formában is megjelentette. 1981 és 1983 között a krakkói Pismo folyóirat szerkesztőjeként működött. Az 1980-as években ellenzéki tevékenysége egyre erősödött, Stańczykówna álnéven gyakran publikált az Arka című szamizdat lapban és a párizsi Kulturában is.
Életében megjelent utolsó kötetét, a Dwukropeket a Gazeta Wyborcza olvasói 2006-ban az év könyvévé választották.
Szymborska műfordítóként is tevékenykedett, francia barokk költőket fordított lengyelre.

## Halála
2012. február 1-jén, 88 évesen, krakkói otthonában hunyt el. Titkára, Michał Rusinek közlése szerint álmában érte a halál. Radosław Sikorski külügyminiszter szerint halála „a lengyel kultúra pótolhatatlan vesztesége”.

## Témái
Szymborska filozófiai témáinak megjelenítéséhez gyakran vette igénybe az irónia, a paradoxon és a visszafogottság eszközét. Verseinek gyakori témája a háború és a terrorizmus. Kiáltás Yetihez című költeményében a Himalája szörnyéhez hasonlította Joszif Visszarionovics Sztálint. Sokszor választott különleges nézőpontot, például egy macskáét, aki halott gazdája kiürült lakásában elmélkedik.
Költői életműve alig több mint 250 verset tesz ki. Amikor megkérdezték tőle, miért publikál ilyen keveset, azt válaszolta: „van otthon szemétkosaram”.

## A popkultúrában
Nem történik semmi kétszer című verse, amelyet Andrzej Munkowski zenésített meg 1965-ben, 1994-ben nagy sikert aratott a Kora rockénekes előadásában.
Krzysztof Kieślowski Három szín: Piros című filmjét Szymborska Szerelem első látásra című verse ihlette.

## Művei

### Verseskötetek
- Dlatego żyjemy, 1952, 1954
- Pytania zadawane sobie, 1954
- Wołanie do Yeti, 1957
- Sól, 1962
- Sto pociech, 1967
- Wszelki wypadek, 1972
- Wielka liczba, 1976
- Ludzie na moście, 1986
- Koniec i początek, 1993
- Chwila, 2002
- Dwukropek, 2005
- Tutaj, 2009.
- Milczenie roślin, 2011

### Gyűjteményes kötetek
- 101 wierszy, 1966
- Wiersze wybrane, 1967
- Poezje wybrane, 1967
- Poezje: Poems (kétnyelvű kiadás), 1989
- Widok z ziarnkiem piasku, 1996 (Kilátás porszemmel, 1997)
- Sto wierszy – sto pociech, 1997
- Rymowanki dla dużych dzieci, 2003
- Miłość szczęśliwa i inne wiersze, 2007

### Magyarul
- Csodák vására, válogatott versek; vál., utószó Csordás Gábor, fordította Csajka Gábor Cyprian et al., Európa Könyvkiadó, Bp., 1988 (Napjaink költészete) ISBN 963 07 4748 0
- Kilátás porszemmel, válogatott versek; vál. Csordás Gábor, fordította Csajka Gábor Cyprian et al., Jelenkor Irodalmi és Művészeti Kiadó, Pécs, 1997 (Kiseurópa sorozat) ISBN 963-676-083-7
- A növények hallgatása. Válogatott versek; ford. Csordás Gábor, Kellermann Viktória; Pesti Kalligram, Bp., 2021 (Horizontok sorozat) ISBN 978-963-468-231-8

## Fordítás
- Ez a szócikk részben vagy egészben  a   Wisława Szymborska című angol Wikipédia-szócikk ezen változatának fordításán alapul.  Az eredeti cikk szerkesztőit annak laptörténete sorolja fel. Ez a jelzés csupán a megfogalmazás eredetét és a szerzői jogokat jelzi, nem szolgál a cikkben szereplő információk forrásmegjelöléseként.